# 漢川駅 (平安南道)
漢川駅（ハンチョンえき、朝鮮語: 한천역) は、朝鮮民主主義人民共和国平安南道平原郡漢川労働者区にかつて存在した駅で、南洞線に属していた。 

## 隣の駅
南洞線
石多駅 - 漢川駅 - 大豊駅  